# Politisches System Polens

Wappen Polens

Politisches System Polens

Das politische System Polens basiert auf der Verfassung der Republik Polen vom 2. April 1997.
Die Republik Polen ist als semi-präsidentielles Regierungssystem einzuordnen.

## Staatliche Institutionen

### Legislative

#### Sejm
Der Sejm bildet neben dem Senat eine der beiden Kammern des polnischen Parlaments. Er umfasst 460 Abgeordnete, welche nach einem Verhältniswahlrecht gewählt werden.
Der polnische Sejm gehört zu den ältesten Parlamenten der Welt. Er existiert in verschiedenen Formen und mit Unterbrechungen seit 1493.
In seiner heutigen Form existiert der Sejm seit dem Ende der Volksrepublik im Jahr 1989 und dem damit einhergehenden Beginn der Dritten Polnischen Republik.
Die im Parlament vertretenen polnischen Parteien gruppieren sich als Fraktionen in eine Regierung und die Opposition.

#### Senat
Der polnische Senat umfasst 100 Senatoren, welche nach einem Mehrheitswahlrecht alle vier Jahre direkt vom Volk in den Parlamentswahlen gewählt werden.
Der Senat verfügt über eine beratende Funktion bei der Gesetzgebung. Aus dem Sejm kommende Gesetzesvorlagen können vor ihrer Weiterleitung an den Staatspräsidenten durch den Senat zurückgewiesen werden, wobei entsprechende Korrekturen vorgeschlagen werden können. Die Entscheidung liegt dann beim Sejm, da das Vetorecht des Senats bei einem erneuten Durchgang des Entwurfs entfällt.
Traditionell ist der Senat auch für die polnische Gemeinschaft im Ausland, die Polonia zuständig.

### Exekutive

#### Regierung
Die Exekutive wird von einem Ministerpräsidenten (polnisch Prezes Rady Ministrów, kurz Premier) und einem Ministerrat ausgeführt, die vom Staatspräsidenten ernannt werden und mit diesem gewisse Kompetenzen (Landesverteidigung, Außenpolitik) teilen, aber dem Parlament verantwortlich sind.

#### Staatspräsident
Der Staatspräsident steht an der Spitze der Exekutive. Er repräsentiert das Land nach außen, ernennt den Ministerpräsidenten und den Ministerrat. Außerdem ratifiziert er durch seine Unterschrift Gesetze und Verträge mit anderen Staaten. In der Außenpolitik arbeitet er mit dem Ministerpräsidenten und dem Außenminister zusammen.
Der Staatspräsident ist Oberbefehlshaber der polnischen Streitkräfte.
Er wird alle fünf Jahre vom Volk direkt gewählt. Einmalige Wiederwahl ist möglich.

### Judikative
Die Justiz ist in Polen weitgehend unabhängig; Richter und Staatsanwälte sind dadurch in keiner Weise an die Weisung der Exekutive gebunden. Die Gerichtsbarkeit ist in Kapitel VIII, Artt. 272–301 der Verfassung, geregelt. Als höchste Instanz der ordentlichen und der Militärgerichtsbarkeit dient das Oberste Gericht, für die Verwaltungsgerichtsbarkeit das Oberste Verwaltungsgericht. Hüter der Verfassung mit der Entscheidung über Verfassungsbeschwerden und Organstreitverfahren ist der Verfassungsgerichtshof der Republik Polen; über die Rechtmäßigkeit der Amtsführung und mögliche Amtsenthebungen hoher Politiker entscheidet daneben der Staatsgerichtshof.

## Parteiensystem
Das Parteisystem in Polen war seit 1989 durch starke Veränderungen geprägt. Die Parteienlandschaft befindet sich in ständiger Bewegung, die Parteibindung der Wähler ist niedrig, aber auch die Abgeordneten bewiesen bisher eine hohe Bereitschaft zum Parteiwechsel.

## Verwaltungsgliederung
Seit dem 1. Januar 1999 ist Polen in 16 Woiwodschaften (województwa) eingeteilt.
Da Polen ein Zentralstaat ist, weisen die Woiwodschaften im Gegensatz zu den deutschen Bundesländern keine Staatsqualität auf.
Jede Woiwodschaft besitzt als Selbstverwaltungsorgane eine eigene Volksvertretung – Woiwodschaftssejmik (sejmik województwa) und einen von ihnen gewählten Woiwodschaftsvorstand (zarząd województwa) unter dem Woiwodschaftsmarschall (marszałek województwa) als Vorsitzendem.
Der Woiwode (wojewoda) ist hingegen der Vertreter der Zentralregierung in Warschau und für Kontrolle der Selbstverwaltung der Woiwodschaften, Powiats (Landkreise) und Gminas (Gemeinden) zuständig.
Nächstkleinere Selbstverwaltungseinheit ist der Powiat mit 379 Einheiten, welche sich wieder in insgesamt 2497 Gminas unterteilen (Stand 1. Januar 2010).

## Sonstige Zentralbehörden
- Najwyższa Izba Kontroli
- Narodowy Bank Polski
- Instytut Pamięci Narodowej
- Beauftragter für Bürgerrechte